# Кортні Негл
Кортні Негл (англ. Courtney Nagle; нар. 29 вересня 1982) — колишня американська тенісистка.
Найвищу одиночну позицію світового рейтингу — 541 місце досягла 6 серпня, 2007, парну — 97 місце — 20 квітня, 2009 року.
Здобула 15 парних титулів туру ITF.
Завершила кар'єру 2012 року.

## ITF Фінали

### Одиночний розряд: 1 (0–1)
| Фінали за категорією |
| турніри $100,000     |
| турніри $75,000      |
| турніри $50,000      |
| турніри $25,000      |
| турніри $10,000      |

| Фінали за покриттям |
| Тверде (0/1)        |
| Ґрунт (0/0)         |
| Трава (0/0)         |
| Килим (0/0)         |

| Результат | Ранг | Дата           | Турнір             | Покриття | Суперниця     | Рахунок       |
| --------- | ---- | -------------- | ------------------ | -------- | ------------- | ------------- |
| Поразка   | 1.   | 28 травня 2007 | Монтеррей, Мексика | Тверде   | Ірина Фалконі | 6–2, 3–6, 4–6 |

### Парний розряд: 30 (15-15)
| Фінали за категорією |
| турніри $100,000     |
| турніри $75,000      |
| турніри $50,000      |
| турніри $25,000      |
| турніри $10,000      |

| Фінали за покриттям |
| Тверде (11/12)      |
| Ґрунт (2/3)         |
| Трава (1/0)         |
| Килим (1/0)         |

| Результат | Ранг | Дата              | Турнір                           | Покриття   | Партнерка            | Суперниці                                | Рахунок            |
| --------- | ---- | ----------------- | -------------------------------- | ---------- | -------------------- | ---------------------------------------- | ------------------ |
| Поразка   | 1.   | 29 серпня 2005    | Санта-Крус-де-ла-Сьєрра, Болівія | Ґрунт      | Домініка Дьєшкова    | Андреа Коч Бенвенуто Вероніка Сп'єхель   | 3–6, 3–6           |
| Перемога  | 2.   | 5 вересня 2005    | Сантьяго, Чилі                   | Ґрунт      | Домініка Дьєшкова    | Естефанія Красіун Фроренсія Салвадорес   | 6–1, 6–3           |
| Поразка   | 3.   | 13 лютого 2006    | Сан-Крістобаль, Мексика          | Тверде     | Еріка Кларке         | Марія Ірігоєн Флавія Міґнола             | 2–1 ret            |
| Поразка   | 4.   | 16 травня 2006    | Сьюдад Обрегон, Мексика          | Тверде     | Еріка Кларке         | Марія Ірігоєн Агустіна Лепоре            | 2–6, 1–6           |
| Поразка   | 5.   | 30 травня 2006    | Леон (Мексика), Мексика          | Тверде     | Еріка Кларке         | Маріана Дуке-Маріньо Вікі Нуньєс Фуентес | 6–7, 6–7           |
| Перемога  | 6.   | 4 липня 2006      | Саутлейк (Техас), США            | Тверде     | Домініка Дьєшкова    | Ніна Мунх-Сеґор Ешлі Вейнголд            | 2–6, 7–6, 6–3      |
| Поразка   | 7.   | 31 липня 2006     | Ванкувер, Канада                 | Тверде     | Дженніфер Меґлі      | Ніколь Кріз Сторі Твіді-Єйтс             | 5–7, 3–6           |
| Поразка   | 8.   | 11 вересня 2006   | Тампіко, Мексика                 | Тверде     | Еріка Кларке         | Бетіна Хосамі Даніела Муньос Галлегос    | W\O                |
| Поразка   | 9.   | 25 вересня 2006   | Сьюдад-Хуарес, Мексика           | Ґрунт      | Еріка Кларке         | Бетіна Хосамі Естефанія Срасіун          | 1–6, 1–6           |
| Перемога  | 10.  | 6 березня 2007    | Толука-де-Лердо, Мексика         | Тверде     | Шанелль Схеперс      | Марія Ірігоєн Андреа Бенітес             | 6–2, 1–6, 6–2      |
| Перемога  | 11.  | 7 травня 2007     | Масатлан, Мексика                | Тверде     | Робін Стівенсон      | Валерія Пулідо Даніела Муньос Галлегос   | 7–5, 6–4           |
| Перемога  | 12.  | 14 травня 2007    | Ірапуато, Мексика                | Тверде     | Робін Стівенсон      | Лорена Аріас Еріка Кларке                | 6–1, 6–3           |
| Перемога  | 13.  | 21 травня 2007    | Монтеррей, Мексика               | Тверде     | Марія Фернанда Алвеш | Лорена Аріас Еріка Кларке                | 6–4, 6–4           |
| Поразка   | 14.  | 28 травня 2007    | Монтеррей, Мексика               | Тверде     | Домініка Дьєшкова    | Валерія Пулідо Даніела Муньос Галлегос   | 3–6, 6–0, 3–6      |
| Перемога  | 15.  | 19 червня 2007    | Форт-Верт, США                   | Тверде     | Домініка Дьєшкова    | Суріна Де Беер Робін Стівенсон           | 7–5, 6–3           |
| Поразка   | 16.  | 26 червня 2007    | Едмонд (Оклахома), США           | Тверде     | Домініка Дьєшкова    | Вільмаріє Кастельві Кім Ан Нґуєн         | 5–7, 6–1, 2–6      |
| Перемога  | 17.  | 8 жовтня 2007     | Рокгемптон, Австралія            | Тверде     | Робін Стівенсон      | Елісон Бай Джессіка Мор                  | 6–4, 6–3           |
| Перемога  | 18.  | 15 жовтня 2007    | Джимпі, Австралія                | Тверде     | Робін Стівенсон      | Монік Адамчак Джейд Кертіс               | 6–4, 6–1           |
| Поразка   | 19.  | 22 жовтня 2007    | Траралґон, Австралія             | Тверде     | Робін Стівенсон      | Сема Еріка Сема Юріка                    | 2–6, 2–6           |
| Перемога  | 20.  | 9 листопада 2007  | Порт-Пірі, Австралія             | Тверде     | Сара Борвелл         | Даніелла Домініковіч Емілі Г'юсон        | 6–2, 6–2           |
| Перемога  | 21.  | 24 березня 2008   | Джерсі, Велика Британія          | Тверде (i) | Робін Стівенсон      | Юлія Федосова Віолетта Юк                | 6–3, 6–3           |
| Перемога  | 22.  | 12 липня 2008     | Філікстоу, Велика Британія       | Трава      | Сара Борвелл         | Нікола Франькова Анна Говкінс            | 7–5, 6–3           |
| Поразка   | 23.  | 28 вересня 2008   | Шрусбері, Велика Британія        | Тверде     | Сара Борвелл         | Анна Сміт Юганна Ларссон                 | 6–7(6–8), 4–6      |
| Перемога  | 24.  | 23 листопада 2008 | Оденсе, Данія                    | Килим      | Сара Борвелл         | Габріела Хмелінова Мервана Югич-Салкич   | 6–4, 6–4           |
| Перемога  | 25.  | 2 лютого 2009     | Ранчо-Міраж (Каліфорнія), США    | Тверде     | Наталі Грандін       | Аліна Жидкова Дар'я Кустова              | 6–2, 7–6           |
| Поразка   | 26.  | 21 лютого 2010    | Серпрайз (Аризона), США          | Тверде     | Крістіна Фусано      | Чунь-Мей Цзи Сюй Їфань                   | 7–5, 2–6 [5–10]    |
| Поразка   | 27.  | 8 березня 2010    | Гаммонд (Луїзіана), США          | Тверде     | Крістіна Фусано      | Ї-Мяо Чжоу Сюй Їфань                     | 2–6, 2–6           |
| Поразка   | 28.  | 20 березня 2010   | Форт-Волтон-Біч, США             | Тверде     | Крістіна Фусано      | Юганна Ларссон Шанелль Схеперс           | 6–2, 6–7(4) [7–10] |
| Перемога  | 29.  | 9 травня 2010     | Індіан-Гарбор-Біч (Флорида), США | Ґрунт      | Крістіна Фусано      | Джулія Дітті Карлі Галліксон             | 6–3, 7–6           |
| Поразка   | 30.  | 29 травня 2010    | Карсон (Каліфорнія), США         | Ґрунт      | Крістіна Фусано      | Ліндсей Лі-Вотерс Меган Мултон-Леві      | 1–6, 2–6           |